# William Augustine Williams
William Augustine Williams, auch William Augustine Willyams/Willyms oder Gullielmus Williams, (* 26. Mai 1836 bei Washington, D.C.; † 21. Mai 1901) war ein afroamerikanischer Linguist und Bibliothekar. Er war der erste US-amerikanische schwarze römisch-katholische Seminarist. Er studierte 1862 an der Päpstlichen Universität Urbanian in Rom. Er beendete sein Studium, da sein zukünftiger Dienst auf rassistischen Widerstand in den Vereinigten Staaten gestoßen wäre.
Er wurde ein produktiver Lehrer, Schriftsteller, Redner sowie Pionier des schwarzen Bibliothekswesens an der Enoch Pratt Free Library und der Katholischen Universität von Amerika. Dem 18. Präsidenten der Vereinigten Staaten, Ulysses S. Grant, wurde er als US-Botschafter in Liberia empfohlen. 1899 zog er nach New York City, wo er als Mesner an der Kirche St. Benedict the Moor wirkte. In einem Nachruf wurde er als „the best-known Negro in New York“, der bekannteste Neger in New York, bezeichnet.

## Kindheit
Williams wurde in der Washington Metropolitan Area geboren, es finden sich Quellen für Virginia und für Washington, D. C.
Einige Quellen sagen, dass sein Vater Sklave auf einer Plantage in Mount Vernon war, die der Familie von George Washington gehörte, während andere Quellen meinen, dass sein Vater der Besitzer der Plantage war.
Williams wurde als Baptist erzogen, aber durch den Kontakt mit der katholischen Kirche, insbesondere Thaddeus Anwander, CSsR, konvertierte er.
Während dieser Zeit arbeitete er als Friseur und kam mit dem Frauenorden Oblate Sisters of Providence in Kontakt. Am 28. Mai 1852 empfing er in deren Kapelle in Baltimore das Sakrament der Firmung.

## Seminarzeit in Rom
Louis Rappe, Bischof von Cleveland, und Peter Richard Kenrick, Bischof von Baltimore, unterstützten 1853 aufgrund der Empfehlung von Anwander die Aufnahme von William in ein Priesterseminar. Bereits damals stieß Williams auf Widerstand. So sprach sich John Hughes, Bischof von Washington, dagegen aus, dass Williams als Priester in den Vereinigten Staaten wirken würde. Er meinte, dass die weißen Katholiken Anstoß nehmen würden. 1855 reiste er nach Rom ab, um im Priesterseminar der Kongregation für die Evangelisierung der Völker (damals noch Kongregation für die Verbreitung des Glaubens genannt) Theologie zu studieren. Die Priesterseminare in den Vereinigten Staaten nahmen damals keine Schwarzen auf und auch im Redemptoristenseminar in Paris wurde ihm die Aufnahme verweigert. Er studierte acht Jahre an der Urbaniana sowie zwei Jahre in Frankreich, England und Irland. Er war damals als Pius IX’s little Black, der kleine Schwarze von Pius IX., bekannt. Er studiert damals mit Michael Augustine Corrigan, dem späteren Erzbischof von New York, und Edward McGlynn.
Während seines Aufenthalts in Europa erhielt er von seinen Sponsoren keine Signale, dass er als Priester in den USA wirken sollte. Er sollte in die Mission in Ländern wie Haiti oder Liberia gehen.
Im August 1862, kurz nach Ausbruch des Amerikanischen Bürgerkrieges, legte Williams der Propagandakongregation einen Brief vor, in dem er schrieb, dass er nach reiflicher Überlegung und Beratung mit seinen Lehrern zur Erkenntnis gekommen sei, dass er nicht zum Priestertum berufen sei und er deshalb nach Hause zurückkehren werde. Sein Nachruf nannte den Krieg selbst als Grund für seine Entscheidung. Die Spannungen, die im Krieg zu Tage traten, hätten einen Dienst in den Südstaaten behindert.

## Baltimore
Nach seiner Rückkehr nach Baltimore beantragte er die Staatsbürgerschaft des Kirchenstaats und teilte der Kongregation für die Verbreitung des Glaubens mit, dass er immer noch vorhabe, eines Tages Priester zu werden. Diese Gedanken war 1867, mit dem Beginn der Reconstruction, verblasst.
1868 wollte er einen Orden für schwarze Männer gründen. Während dieser Zeit war er der St. Francis Xavier Church in Baltimore verbunden. Bischof Alexander Walker Wayman von der African Methodist Episcopal Church schlug US-Präsident Ulysses S. Grant ironischerweise vor, dass William US-Botschafter in Liberia werden solle.
Im Januar 1878 erhielt er eine Auszeichnung von einer literarischen Vereinigung für seinen Aufsatz The Future of the Negro in America, die Zukunft der Neger in Amerika, der den Vorschlag für ein Denkmal von Benjamin Banneker enthielt.
Da Williams einen außergewöhnlichen Bildungsstand für einen Afroamerikaner seiner Zeit erreicht hatte, er sprach fließend Lateinisch, Italienisch und Französisch, arbeitete er unter anderem als Fremdsprachenlehrer.
Williams wurde später Küster und Bibliothekar an der Katholischen Universität von Amerika in Washington, D.C. Einmal wurde er in The New York Age als Professor erwähnt.

## New York
1899 zog Williams nach Manhattan. Dort wurde er Mitglied der Pfarrei und Messner. Dort traf er Erzbischof Corrigan wieder, seinen ehemaligen Mitstudenten und seit 1885 Erzbischof von New York.
Williams war zu dieser Zeit ein produktiver Schriftsteller. Er veröffentlichte im Jahr seiner Ankunft einen Aufsatz mit dem Titel The Polite West Indian Negro in The New York Times. Er begann auch mit der Übersetzung der Biographie des Benedikt von Nursia aus dem Italienischen ins Englische.

## Tod
Williams starb am 21. Mai 1901 kurz vor seinem 66. Geburtstag. Sein Requiem fand in St. Benedict the Moor in New York City statt, wo 1886 Augustus Tolton zum ersten afroamerikanischen Priester geweiht worden war. Er wurde am 2. Juni auf dem Calvary Cemetery in Queens beerdigt.

## Privatleben
Es ist keine Ehe von Williams bekannt. Bei seinem Tod war sein einziges Familienmitglied eine Schwester in Cleveland.